# Ludovic Magnin
Ludovic Magnin (født 20. april 1979 i Lausanne, Schweiz) er en schweizisk fodboldspiller, der spillede som forsvarsspiller. I løbet af sin karriere nåede han at optræde for tre andre schweiziske hold, FC Zürich, Yverdon Sport og AC Lugano, samt for de tyske klubber Werder Bremen og VfB Stuttgart.
Med både Werder Bremen og VfB Stuttgart har Magnin vundet det tyske mesterskab, ligesom han i 2004 sikrede sig DFB-Pokaltitlen med Werder.

## Landshold
Magnin nåede i sin tid som landsholdspiller (2000-2010) at spille 63 kampe og score 3 mål for Schweiz' landshold, som han debuterede for i år 2000. Han var blandt andet en del af landets trup til EM i 2008 på hjemmebane, og havde før det også deltaget ved EM i 2004 og VM i 2006. Han blev også udtaget til VM i 2010 i Sydafrika.

## Titler
Bundesligaen
- 2004 med Werder Bremen
- 2007 med VfB Stuttgart

DFB-Pokal
- 2004 med Werder Bremen